# Gerhard Ludwig
Gerhard Ludwig (* 27. Juni 1909 in Berlin; † 19. April 1994 in Köln) war ein deutscher Unternehmer. Er erhielt im Juni 1946 von der britischen Militärverwaltung die Lizenz für den Presseverkauf im Kölner Hauptbahnhof und eröffnete im Dezember 1949 die erste Sortimentsbuchhandlung auf dem Gebiet der Deutschen Bundesbahn.

## Kölner Mittwochgespräche
Damit entstand eine der bekanntesten deutschen Bahnhofsbuchhandlungen, die mit den Mittwochgesprächen in den 1950er Jahren zum Schauplatz einer ersten deutschen Talkshow avancierte und Ludwig damit auch überregional bekannt machte.
Seit dem 6. Dezember 1950 organisierte Gerhard Ludwig auf Anregung des Schriftstellers Jakob Kneip im so genannten „Dritten Wartesaal“ – der Bahnhofsbuchhandlung – seine zur Instanz gewordenen politisch-kulturellen Mittwochgespräche. Unter dem Motto „Freier Eintritt, Freie Fragen, Freie Antworten“ lud Ludwig auch unter dem Titel „Der grüne Teppich“ Gäste in seine Buchhandlung ein. Prominente Gäste aus der ganzen Republik hielten Vorträge oder lasen aus ihren neuesten Veröffentlichungen. Die Themen dieser öffentlichen und zunächst als Werbung gedachten Gesprächsrunden fanden große Resonanz bei Publikum und Medien. Zu den Teilnehmern der teilweise hitzigen Debatten gehörten zum Beispiel Heinrich Böll, Joseph Beuys, Erich Mende, Ludwig Erhard, Werner Finck, Peter Bamm, Bernhard Grzimek, Peter Lorre, Gottfried Benn, Theodor W. Adorno, Rudolf Augstein, Gustaf Gründgens, Caterina Valente, Heinz Rühmann, Horst Buchholz oder Ernst von Salomon. Es ging um brisante Themen wie „Pressefreiheit“ (21. Mai 1952), „Der Rowohlt-Verlag und seine Autoren“ (7. Oktober 1953), die „Wiederbewaffnung“ (3. November 1954) oder „Todesstrafe ja oder nein?“ (16. März 1955). Am 4. Juli 1956 wurden die Mittwochgespräche nach 260 Folgen umbaubedingt beendet. Carlo Schmid schrieb dazu einen Abschiedsgruß ins Gästebuch. Zu den Streitgesprächen kamen teilweise über 800 Zuschauer in den Bahnhof. Am 23. September 1957 war der Umbau beendet und die neue Bahnhofshalle wurde eingeweiht. 1990 sendete der WDR im Hörfunkprogramm Ausschnitte aus den seinerzeitigen Tonbandmitschnitten von Gerhard Ludwig.
140 Kopien verschiedener Tonbandmitschnitte befinden sich im Haus der Geschichte der Bundesrepublik Deutschland in Bonn. Jedermann kann sie sich dort anhören.

## Taschenbücher
Am 25. Juli 1957 Jahre eröffnete Ludwig im Kölner Hauptbahnhof Deutschlands ersten Taschenbuchladen und setzte damit eine Idee, die er mit dem Verleger Heinrich Maria Ledig-Rowohlt und dem Kasseler Bahnhofsbuchhändler Vaternahm entwickelt hatte, in die Tat um: „Weltliteratur zu einem erschwinglichen Preis einem breiten Publikum zugänglich zu machen.“ Es handelte sich gleichzeitig um den ersten Selbstbedienungsladen im deutschen Buchhandel.
Der Stuttgarter Bahnhofsbuchhändler Adam-Claus Eckert erwarb 1988 die Kölner Buchhandlung und baute sie zur Marke aus. Sie gehört nun zur Stuttgarter Unternehmensgruppe Dr. Eckert, die auf insgesamt zehn großen Bahnhöfen in Deutschland mit Büchern und Zeitschriften vertreten ist. 2016 wurde bekannt, dass die zehn Meter weiter liegende Wache der Bundespolizei vergrößert werden und in die Räume der Buchhandlung umziehen soll.

## Sonstiges

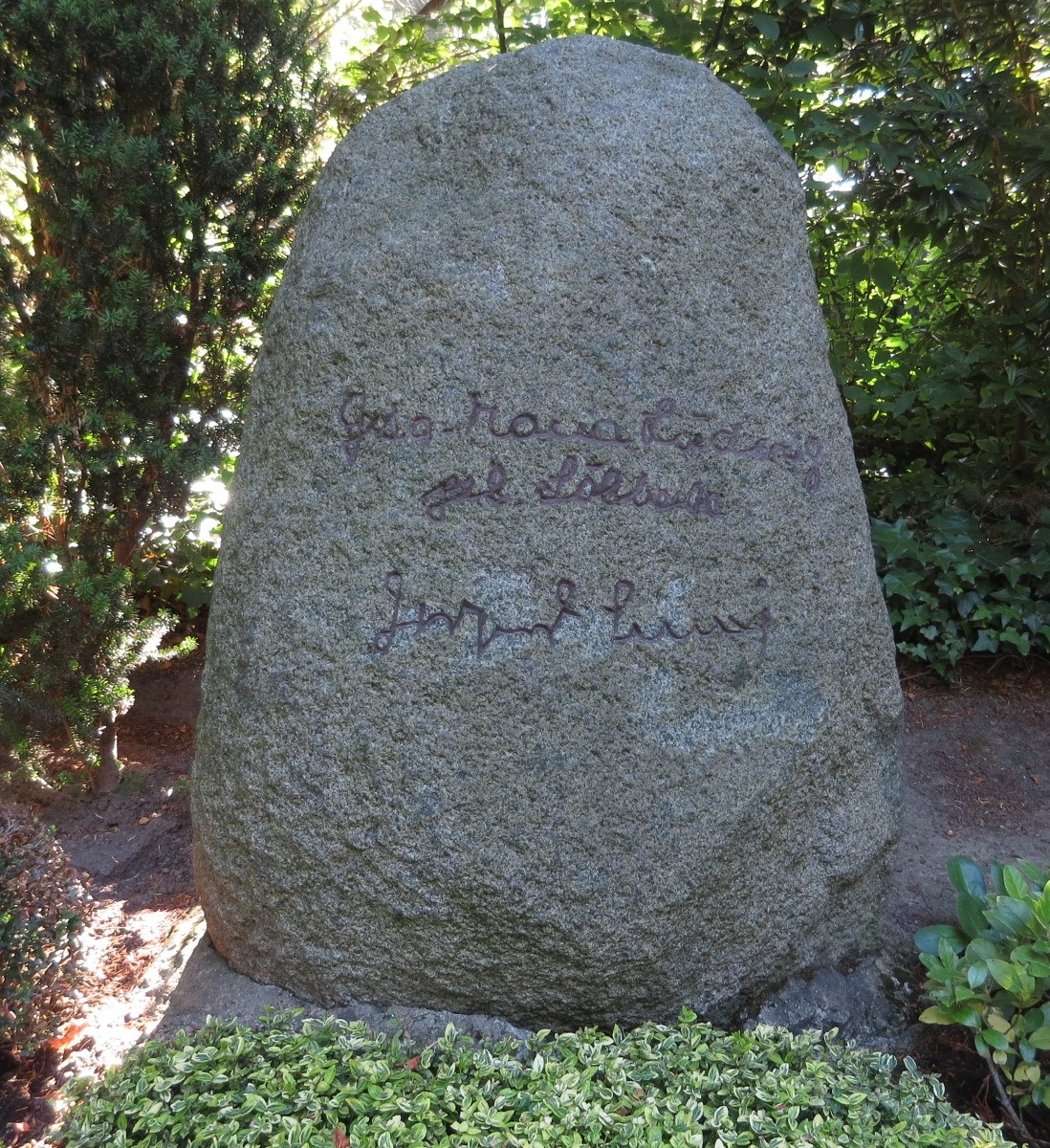
Grab auf dem Kölner Friedhof Junkersdorf

Fritz Sänger beschäftigte sich in seinem Buch "Verborgene Fäden" mit dem Schicksal Gerhard Ludwigs während des Zweiten Weltkriegs. Wegen einer Nichtigkeit, die ihm als "Wehrkraftzersetzung" vorgeworfen wurde, wurde Gerhard Ludwig zum Tode verurteilt. Das Urteil wurde später in eine Zeitstrafe umgewandelt. So überlebte er, wenn auch nur sehr knapp, die Nazizeit.
Gerhard Ludwig war mit dem Schriftsteller Herbert Rittlinger bekannt. Im Verzeichnis der Mittwochgespräche ist bei der 155. Veranstaltung vom 11. November 1953 vermerkt: Herbert Rittlinger „Der Zivilisierte und das Abenteuer“.
Zu Rittlingers Afrikareise im Jahre 1954 flog Ludwig nach Addis Abeba mit Zelt- und Faltbootausrüstung und nahm während einiger Wochen an den Faltbootfahrten auf dem Tanasee teil. Von Anfang Dezember 1953 bis März 1954 hatte er deshalb seine Mittwochgespräche ausfallen lassen. Rittlinger beschreibt in seinem Buch Schwarzes Abenteuer die gemeinsamen Wochen mit dem „bekanntesten Bahnhofsbuchhändler Deutschlands“.
1954 heiratete er in Hannover Gesa-Maria Löbbecke (1927–1968). Gerhard Ludwig starb 1994 im Alter von 84 Jahren und wurde im Grab seiner Frau auf dem Kölner Friedhof Junkersdorf (Flur 6 Nr. 13/14) beigesetzt.